# Стадион Слана Бара
Стадион Слана Бара је стадион који се углавном користи за фудбалске утакмице. Налази се на Сланој Бари у Новом Саду. На њему своје домаћинске утакмице игра српски прволигаш Пролетер Нови Сад, а капацитет му је 1.200 места.